# Élections législatives turques de novembre 2015
Pour les articles homonymes, voir élections législatives turques de 2015.
Les élections législatives turques de novembre 2015 se sont tenues le 1er novembre 2015. Elles font suite à l'incapacité du Parti de la justice et du développement (AKP), au pouvoir depuis 2002, mais mis en minorité au Parlement en juin 2015, de constituer un gouvernement. 
Entre les deux élections, plusieurs régions de Turquie ont basculé dans l'insurrection à la suite de la reprise du conflit kurde en Turquie. 
Les 550 sièges sont répartis au scrutin proportionnel de liste dans chacune des 85 circonscriptions correspondant aux 81 provinces, pour les listes qui atteignent le seuil national de 10 %. Les députés alors élus forment la 26e législature à la Grande Assemblée nationale de Turquie.

## Contexte
Le 7 juin 2015 se tiennent des élections législatives alors que les députés de la 24e législature terminent leur mandat. Conformément à la Constitution turque de 1982 le Premier ministre Ahmet Davutoğlu présente au Président de la République Recep Tayyip Erdoğan la démission de son gouvernement, lequel expédie les affaires courantes en attente de la formation du gouvernement par l'assemblée qui doit être élue pour la 25e législature.
Le Parti de la justice et du développement (AKP) perd sa majorité absolue. Une coalition doit constituer un nouveau gouvernement dans les 45 jours qui suivent la proclamation officielle des résultats au Journal officiel de la République de Turquie. Après de nombreuses tractations, notamment entre l'AKP et le Parti d'action nationaliste (MHP), les groupes parlementaires échouent à constituer une majorité. L'échec de ces négociations a été perçu comme délibéré afin de provoquer la tenue d'élections législatives anticipées pour permettre à l'AKP de retrouver sa majorité absolue et laisser à Recep Tayyip Erdoğan la possibilité de faire réformer la constitution en vue de présidentialiser le régime.
Conformément à la Constitution, le 21 août 2015, le président Recep Tayyip Erdoğan annonce la dissolution de l'Assemblée et la tenue d'élections législatives anticipées au 1er novembre 2015.

### Situation sécuritaire

#### Conflit kurde

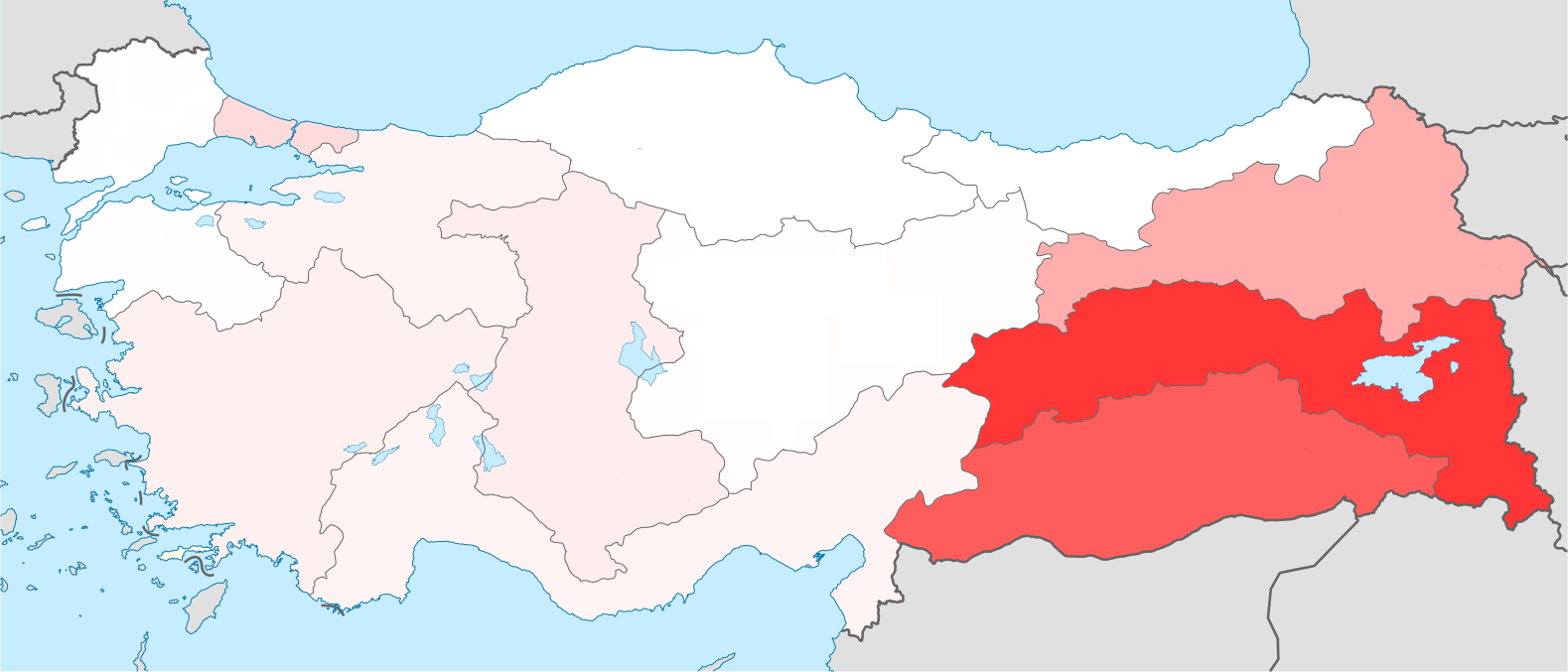
Carte représentant le peuplement kurde par région.

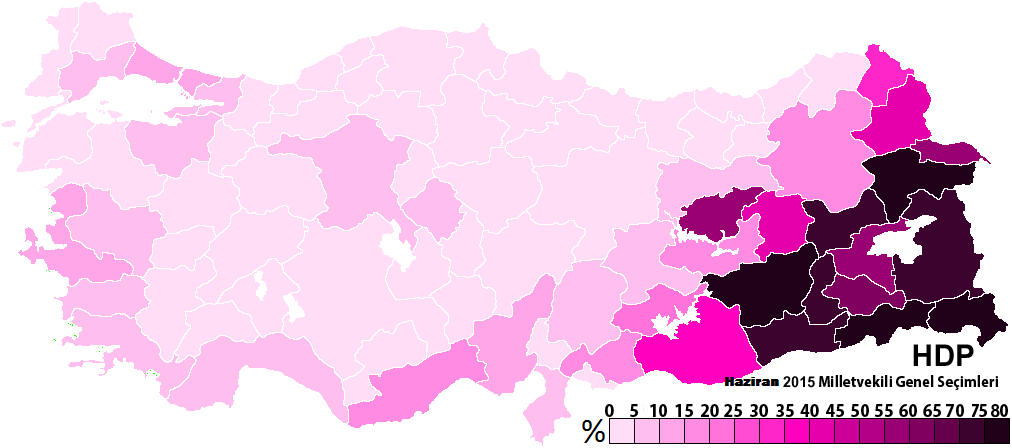
Carte représentant les résultats électoraux du HDP en juin 2015 par province.

Fin juillet 2015, le cessez-le-feu convenu en 2010 entre les forces armées turques et le PKK est rompu. Deux semaines plus tard, dans plusieurs provinces du sud-est, des routes sont coupées, des villes sont en état de siège. En septembre la situation est qualifiée d’« insurrectionnelle » dans plusieurs localités. Du 6 au 9 septembre près de 30 soldats turcs meurent après des attaques du PKK.
En parallèle, un nombre croissant d’attaques sont menées notamment contre les locaux du HDP et le siège du quotidien Hürriyet (libéral, opposé à l'AKP). Des activistes islamistes proches de l'AKP ont attaqué et incendié le siège du journal, et le HDP dénombre près de 400 attaques contre ses locaux. La situation a été qualifiée de « Nuit de Cristal » par le député Ertuğrul Kürkçü (en), en référence aux pogroms de 1938 en Allemagne. 
Selahattin Demirtaş déclare le 9 septembre 2015 que cette montée de la violence rend dans certaines localités « impossible la tenue des élections vu la situation sécuritaire »,.
Le 22 septembre 2015 le conseil électoral du district de Cizre, de la province de Şırnak informe la sous-préfecture dudit district qu'en raison de la « réalité sécuritaire » la tenue de bureau de vote ne sera pas réalisée dans trois quartiers (Cudi, Nur et Sul) où résident 65 % des électeurs,. Les partis ne sont pas informés de la décision et le HDP annonce contester la décision,.
L'Assemblée parlementaire du Conseil de l'Europe (APCE) a estimé la campagne « entachée par l'iniquité et, dans une mesure inquiétante, par la peur ».

### Résultats des précédentes élections
Le diagramme ci-dessous représente les pourcentages des scores réalisés par les principales formations politiques :
- AKP
- CHP
- MHP
- DTP/Ind./BDP/HDP

Aux présidentielles de 2014 le CHP et le MHP présentent un candidat commun.

### Sondages
La plupart des sondages confirment les résultats des législatives de juin, et tablent même, malgré la situation sécuritaire, vers un tassement plus marqué du résultat de l'AKP et d'une légère progression du HDP.

## Mode de scrutin

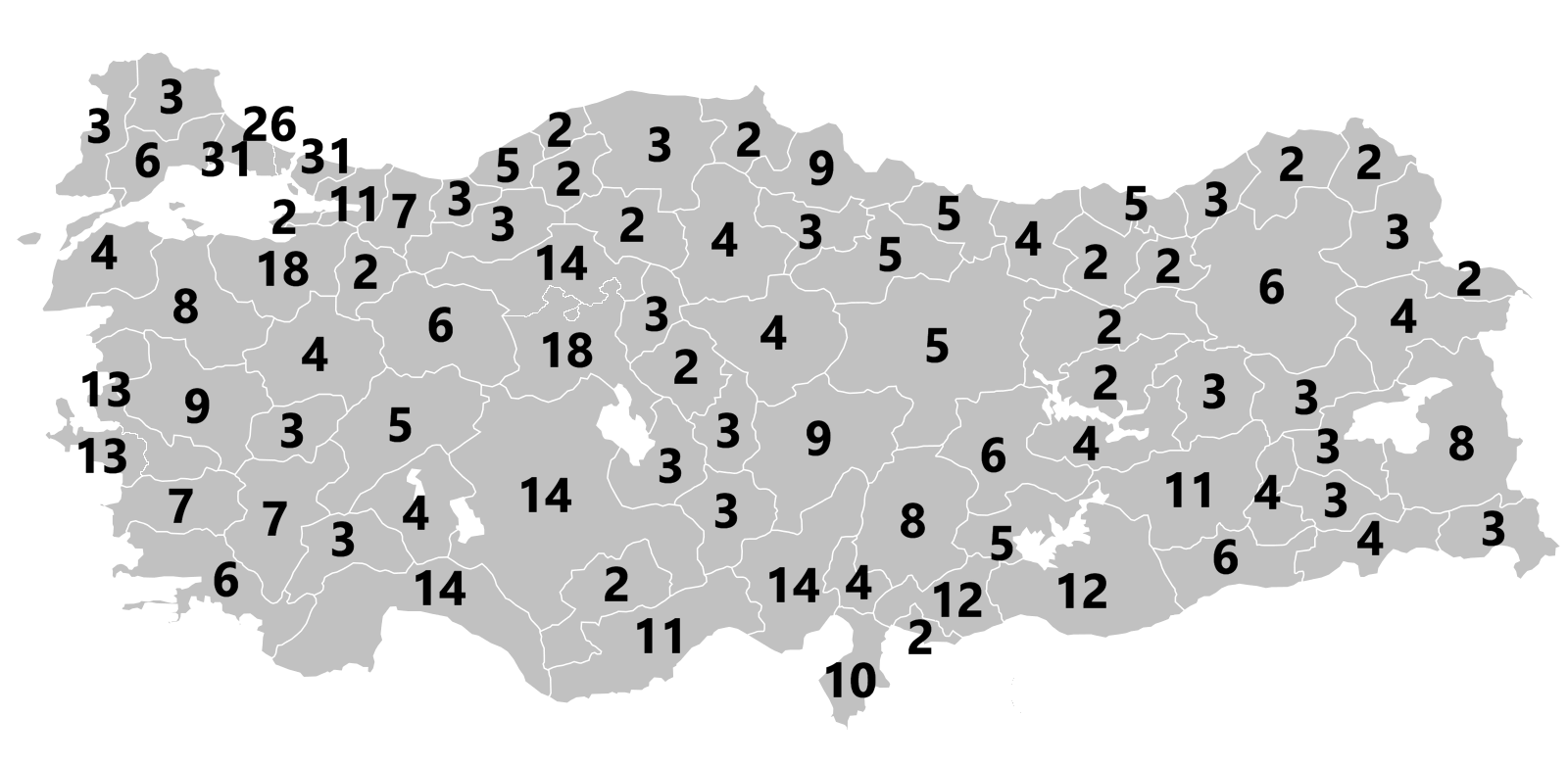
Nombre de sièges par provinces

La Grande Assemblée nationale de Turquie est le parlement unicaméral de la Turquie. Elle compte 550 députés, élus pour cinq ans au scrutin proportionnel, chacune des soixante-dix neuf provinces constituant une circonscription électorale. Les candidats présents sur la liste d'un parti politique ne sont élus que si leur formation a obtenu au moins 10 % des suffrages exprimés au niveau national, si elle a présenté deux candidats à chaque siège de député dans au moins la moitié des provinces, et si elle est bien implantée dans la moitié des provinces et un tiers des arrondissements provinciaux.
Au seuil électoral s'ajoutent plusieurs conditions supplémentaires auxquelles un parti doit se soumettre pour pouvoir bénéficier de sièges. Ils doivent avoir une présence dans un minimum d'un tiers des districts d'au moins 40 provinces, dans lesquelles ils doivent présenter au moins deux candidats.
Le seuil électoral turc de 10 % des suffrages, très élevé, a par le passé poussé au regroupement des formations et au vote tactique de la part des électeurs afin d'éviter que leur vote ne soit « perdu ». À l'inverse, au cours des législatives de juin 2015, le HDP aurait reçu de nombreuses voix en dehors de son socle électoral kurde de la part d'électeurs de l'opposition souhaitant éviter son élimination qui aurait entraîné une répartition des sièges au profit de l'AKP.

## Résultats
|                           |                                         |                                         |                           |            |       |               |        |               |  |
| Partis                    | Partis                                  | Partis                                  | Partis                    | Voix       | %     | +/-           | Sièges | +/-           |  |
|                           | Parti de la justice et du développement | Parti de la justice et du développement | AKP                       | 23 681 926 | 49,50 | 8,63          | 317    | 59            |  |
|                           | Parti républicain du peuple             | Parti républicain du peuple             | CHP                       | 12 111 812 | 25,32 | 0,37          | 134    | 2             |  |
|                           | Parti d'action nationaliste             | Parti d'action nationaliste             | MHP                       | 5 694 136  | 11,90 | 4,39          | 40     | 40            |  |
|                           | Parti démocratique des peuples          | Parti démocratique des peuples          | HDP                       | 5 148 085  | 10,76 | 2,36          | 59     | 21            |  |
|                           | Parti de la félicité                    | Parti de la félicité                    | SP                        | 325 978    | 0,68  | 1,38          | 0      | en stagnation |  |
|                           | Parti de la grande unité                | Parti de la grande unité                | BBP                       | 253 204    | 0,53  | Nv.           | 0      | en stagnation |  |
|                           | Parti patriote                          | Parti patriote                          | VATAN                     | 118 803    | 0,25  | 0,10          | 0      | en stagnation |  |
|                           | Parti des droits et libertés            | Parti des droits et libertés            | HAK                       | 108 583    | 0,23  | 0,10          | 0      | en stagnation |  |
|                           | Parti de libération du peuple           | Parti de libération du peuple           | HKP                       | 83 057     | 0,17  | 0,04          | 0      | en stagnation |  |
|                           | Parti démocrate                         | Parti démocrate                         | DP                        | 69 319     | 0,14  | 0,02          | 0      | en stagnation |  |
|                           | Parti communiste                        | Parti communiste                        | KP                        | 52 527     | 0,11  | 0,08          | 0      | en stagnation |  |
|                           | Parti pour une Turquie indépendante     | Parti pour une Turquie indépendante     | BTP                       | 49 297     | 0,10  | 0,11          | 0      | en stagnation |  |
|                           | Parti de la gauche démocratique         | Parti de la gauche démocratique         | DSP                       | 31 805     | 0,07  | 0,12          | 0      | en stagnation |  |
|                           | Parti libéral-démocrate                 | Parti libéral-démocrate                 | LDP                       | 26 816     | 0,06  | en stagnation | 0      | en stagnation |  |
|                           | Parti de la nation                      | Parti de la nation                      | MP                        | 19 714     | 0,04  | en stagnation | 0      | en stagnation |  |
|                           | Parti de la vraie voie                  | Parti de la vraie voie                  | DYP                       | 14 131     | 0,03  | 0,03          | 0      | en stagnation |  |
|                           | Indépendants                            | Indépendants                            | Ind.                      | 51 038     | 0,11  | 0,95          | 0      | en stagnation |  |
|                           |                                         |                                         |                           |            |       |               |        |               |  |
| Votes valides             | Votes valides                           | Votes valides                           | Votes valides             | 47 840 231 | 98,56 |               |        |               |  |
| Votes blancs et invalides | Votes blancs et invalides               | Votes blancs et invalides               | Votes blancs et invalides | 697 464    | 1,44  |               |        |               |  |
| Total                     | Total                                   | Total                                   | Total                     | 48 537 695 | 100   | —             | 550    | en stagnation |  |
| Abstention                | Abstention                              | Abstention                              | Abstention                | 8 411 314  | 14,77 |               |        |               |  |
| Inscrits/Participation    | Inscrits/Participation                  | Inscrits/Participation                  | Inscrits/Participation    | 56 949 009 | 85,23 |               |        |               |  |

## Analyse
14,7 % des sièges sont occupés par des femmes.